# Короли Уснеха
Короли Уснеха — ранние правители королевства Миде из септа Кланн Холмайн, южной ветви династии Уи Нейлл. Холм Уснех, который является сакральным местом Ирландии, находится в современном графстве Уэстмит. Он находился на месте схождения границ четырёх ирландских королевств.
Список королей Уснеха находится среди королевских списков в «Лейнстерской книге».
До 742 года правители носили титул короля Уснеха (столица Кро-Инис), позже стали именоваться королями Миде. Новой столицей королевства стал Рат-Айртир, а с IX века — Кногба (Наут).

## Ранние короли Миде (или Уснеха)
- Коналл Кремтайнне (ум. 480), первый король Уснеха в Миде (ок. 455—480), сын верховного короля Ирландии Ниалла Девять Заложников
- Фиаху мак Нейлл (ум. не ранее 516), король Миде (480 — не ранее 516), сын Ниалла Девять Заложников
- Ардгал мак Конайлл (ум. 520), король Миде (не ранее 516—520/523), сын Коналла
- Мане мак Кербайлл (ум. 538), король Миде (520/523—538), сын Фергуса Криворотого и внук первого короля Миде Коналла Кремтайнне
- Диармайт мак Кербайлл (ум. 565), король Миде (538—551/554, 555/558—565), верховный король Ирландии (544—565), сын Фергуса Криворотого и внук Коналла Кремтайне
- Колман Мор (Старший) (ум. 555/558), король Миде (551—555 или 554—558), сын Диармайта мак Кербайлла, предок септа Кланн Холмайн («Дети Колмана»)
- Колман Бекк (Младший) (ум. 587), король Миде (565—574), сын Диармайта мак Кербайлла
- Суибне мак Колмайн (ум. 600), король Миде (574—600), сын Колмана Мора (Большого)
- Фергус мак Колмайн (ум. 618), король Миде (600—618), сын Колмана Мора
- Энгус мак Колмайн (ум. 621), король Миде (618—621), сын Колмана Бекка
- Коналл Гутбинн (ум. 635), король Миде (621—635), сын Суйбне мак Колмайна Мора
- Маэл Дойд мак Суибни (ум. 653), король Миде (635—653), сын Суйбне мак Колмайна Мора
- Диармайт Диан (ум. 689), король Миде (653—689), внук Коналла Гуйбтинна
- Мурхад Миди (ум. 715), король Миде (689—715), сын Диармайта Диана